# میهن‌بلاگ
میهن‌بلاگ یکی از ارائه‌دهندگان خدمات وب‌نوشت به فارسی بود. میهن بلاگ فعالیت خود را در ۲۶ آبان سال ۱۳۸۳ آغاز کرد. این وبگاه خدمات ویژه‌ای به وبلاگ‌نویسان ارائه می‌داد. میهن بلاگ یکی از برترین و پربازدیدترین وبگاه‌های ایرانی محسوب می‌شد. در ۲ مرداد ۱۳۸۷ وبگاه میهن‌بلاگ توسط شرکت فناوران ایده پرداز صبا (صبا ایده) از تیم مدیریت قبلی خریداری شد. میهن بلاگ با انتشار اطلاعیه‌ای در ۱۵ آذر ۱۳۹۹ از تعطیلی این وبگاه خبر داد.

## تاریخچه
سرویس میهن‌بلاگ در ۲۶ آبان ۱۳۸۳ راه‌اندازی گردید. خبر راه‌اندازی این سرویس اولین بار از طریق وبلاگ مدیران میهن‌بلاگ اطلاع‌رسانی شده‌است.
در ۲ مرداد ۱۳۸۷ شرکت فناوران ایده پرداز صبا (صبا ایده) با خرید میهن‌بلاگ، این سرویس را به جمع سرویس‌های زیرمجموعه خود افزود.
پس از خرید میهن‌بلاگ توسط صبا ایده، توسعه این سرویس به‌صورت متمرکزتر ادامه یافت و در نهایت در ۸ آبان ۱۳۸۷ نسخه ۵ سرویس میهن‌بلاگ در اختیار کاربران قرار گرفت.
خبرگزاری فارس در ۲۶ آبان ۱۳۸۷ خبری به مناسبت انتشار نسخه ۵ میهن‌بلاگ منتشر نمود. خبرگزاری فارس در محتوای منتشرشده به این مناسبت خبر از نامناسب بودن اوضاع میهن‌بلاگ داده و آورده‌است: گفتنی است میهن‌بلاگ پس از گذشت از یک هک جدی، روزهای خوبی را نمی‌گذراند و حتی زمزمه‌های ادغام این سرویس دهنده با بلاگفا به گوش می‌رسید که شواهد نشان می‌دهد میهن‌بلاگ هم چنان می‌خواهد مستقل بماند و با سرویس دهنده‌های دیگر رقابت کند.
در پاسخ به این خبر خبرگزاری فارس، گردانندگان میهن‌بلاگ با انتشار پستی در وبلاگ مدیران میهن‌بلاگ شایعه ادغام با بلاگفا را تکذیب نموده و نسبت به آن واکنش نشان دادند.
در آذر ۸۸ سرویس میهن‌بلاگ از امکان «فروشگاه من» رونمایی نمود. سرویس «فروشگاه من» امکان درآمدزایی از طریق وبلاگ و وبلاگ‌نویسی را برای وبلاگ نویسان فراهم می‌نمود. با معرفی امکان «فروشگاه من» میهن‌بلاگ، در میان سرویس‌های وبلاگ‌نویسی فارسی اولین و جدی‌ترین قدم برای کسب درآمد وبلاگ نویسان از طریق وبلاگ‌نویسی را برمی‌دارد.
در تیر ۸۹ میهن‌بلاگ مجموعه‌ای از امکانات جدید را در اختیار کاربران خود قرارداد. «امکان ویرایش قالب وبلاگ»، «امکان مشاهده کلیه نظرات» و افزودن صفحه «راهنمای وبلاگ نویسی» ازجمله امکاناتی بودند که در اختیار کاربران میهن‌بلاگ قرار گرفتند.
در آبان ۸۹ میهن‌بلاگ در جشنواره آنلاین وب فارسی به‌عنوان بهترین سرویس‌دهنده وبلاگ در میان سرویس‌های ایرانی انتخاب گردید.
در اسفند همان سال نیز میهن‌بلاگ با رونمایی از دو امکان جدید، سال ۸۹ را به پایان رساند. امکان «درج پست ثابت یا چسبنده» و همچنین امکان «افزودن ویدئو از آپارات» به محتوای وبلاگ دو امکانی بودند که در این زمان رونمایی شدند.
در مهر ۹۳ میهن‌بلاگ برای بار دوم اقدام به حذف وبلاگ‌های غیرفعال خود نمود. در دور اول حذف وبلاگ‌های غیرفعال، تعداد یازده هزار وبلاگ از مجموعه میهن‌بلاگ حذف گردید.
در دور دوم آزادسازی نام‌های وبلاگ‌ها و حذف وبلاگ‌های غیرفعال نیز ۲۰۰ هزار وبلاگ غیرفعال به درخواست کاربران این سرویس حذف گردیدند. طبق اعلام مدیران میهن‌بلاگ، وبلاگ‌های حذف‌شده از سال ۹۰ هیچ‌گونه فعالیتی نداشته‌اند.
در سال ۹۴ میهن‌بلاگی‌ها ابتدا با کمپین «خواندنی‌تر می‌شوید» تغییراتی در ظاهر وبلاگ‌های میهن‌بلاگ اعمال نمودند. این تغییرات شامل افزوده شدن فونت‌های جدید به مجموعه فونت‌های میهن‌بلاگ و همچنین واکنش گرا شدن تعدادی از قالب‌های میهن‌بلاگ بوده‌است.
در ادامه سال ۹۴ نیز میهن‌بلاگی‌ها اقدام به برگزاری مسابقات وبلاگ‌نویسی «منِ امروز، ۱۰سال قبل» نمودند.

## چالش‌های فنی
اولین چالش فنی میهن‌بلاگی‌ها به تاریخ ۱۴ آذر ۸۵ بازمی‌گردد. در این تاریخ سرویس میهن‌بلاگ از دسترس خارج می‌شود. تیم مدیریت میهن‌بلاگ دلیل از دسترس خارج شدن میهن‌بلاگ را اشکال در عملکرد سرویس در بخش ارسال مطلب عنوان نمودند.
در ۲۲ اسفند ۸۵ میهن‌بلاگ برای بار دوم از دسترس خارج گردید. دلیل این امر، شکایت یاهو از میهن‌بلاگ عنوان می‌گردد. مدیران میهن‌بلاگ در وبلاگ خود موضوع شکایت یاهو را این‌گونه توضیح داده‌اند:
«به دلیل مشکل یکی از وبلاگ‌ها، شرکت یاهو از میهن‌بلاگ به دیتا سنتری که سرورهای میهن‌بلاگ در آنجا قرار دارد شکایت کرد. به همین دلیل دیتا سنتر هم یکی از آی پی‌های سرور را مسدود کرده بود. البته در تماسی که با دیتا سنتر گرفته شد به شدت به این عمل آن‌ها اعتراض کردیم چون بدون اطلاع قبلی و زمان کافی جهت بررسی، آی پی رو مسدود کرده بودند.»
در ۱۰ تیر ۸۸ نیز میهن‌بلاگ برای بیش از ۲۴ ساعت از دسترس خارج گردید. خروج میهن‌بلاگ از دسترس شامل خود سرویس و تمامی وبلاگ‌های میهن‌بلاگ بوده‌است.
مدیریت میهن‌بلاگ در پاسخ به شائبه از دست رفتن اطلاعات کاربران میهن‌بلاگ در فاصله قطعی پیش‌آمده، این شائبه را تکذیب نموده و در خصوص علت قطعی سرویس، فنی بودن مسئله را رد نمودند.
در ۶ شهریور ۸۸ سرویس میهن‌بلاگ توسط گروهی ناشناس هک می‌گردد. هکرها با کشف وجود حفره‌ای امنیتی در میهن‌بلاگ اقدام به هک کردن آن می‌کنند. مشکل هک میهن‌بلاگ ظرف مدت ۲۴ ساعت حل می‌گردد و سرویس دوباره به فعالیت خود ادامه می‌دهد.
در ۲۸ اسفند۸۹ مدیریت میهن‌بلاگ خبر از انجام حملات D-DOS بر روی مراکز داده میهن‌بلاگ داده‌است. به گفته مدیریت میهن‌بلاگ ریشه این حملات خارج از کشور بوده‌است.
در ۱۴ فروردین ۹۰ وبلاگ مدیران میهن‌بلاگ خبر از ادامه‌دار بودن حملات D-Dos بر روی مراکز داده خود می‌دهند. مدیریت میهن‌بلاگ در این یادداشت با تأکید بر صحت و سلامت اطلاعات کاربران، اعلام می‌دارد که تیم میهن‌بلاگ درصدد راه‌های نرم‌افزاری و سخت‌افزاری برای رفع این مشکل هستند.
در ۳۰ بهمن سال ۹۱ نیز سرویس میهن‌بلاگ به مدت ۳۶ ساعت از دسترس خارج گردیده‌است. مدیران میهن‌بلاگ از قبل در خصوص این مسئله اطلاع‌رسانی‌های لازم را نموده و دلیل این قطعی را نیز ارتقای سخت‌افزاری عنوان می‌کنند.
در ۳۰ اردیبهشت‌۹۱ نیز وبلاگ مدیران میهن‌بلاگ خبر از حمله D-Dos با وسعت ۳ گیگابایت از خارج از کشور می‌دهند. در این پست توضیح داده‌شده‌است که سرویس به مدت ۲۴ ساعت دچار اخلال بوده و پس‌ازآن این مشکل رفع شده‌است.

## امکانات میهن‌بلاگ
میهن‌بلاگ در طول چندین سال فعالیت خود برای وبلاگ‌نویسی امکانات مناسبی را در اختیار کاربران خود قرار داده‌است. از این میان شاید یکی از بهترین و ویژه‌ترین امکاناتی که میهن‌بلاگ به کاربران خود عرضه نموده امکان «فروشگاه من» باشد. به کمک این امکان وبلاگ‌نویس‌ها می‌توانند از وبلاگ خود درآمد کسب کنند. در ادامه امکانات مختلف سرویس میهن‌بلاگ آمده‌است.
- سیستم پشتیبان‌گیری
- سیستم پسندیدن پست‌ها
- سیستم آمار بازدید پیشرفته
- سیستم مدیریت فایل
- مدیریت متمرکز نظرات
- درج پست رمزدار
- درج پست ثابت
- سیستم پست به آینده
- مدیریت صفحات جانبی
- مدیریت نویسندگان
- نظرسنجی
- صندوق پیام[۳۱]
- فروشگاه من[۳۲]
- امکان درج پست ثابت یا چسبنده
- امکان درج ویدیو در پست‌ها و صفحات جانبی وبلاگ از طریق آپارات[۱۴]
- دریافت نسخه پشتیبان از کلیه پست‌ها[۳۳]
- ارسال پست در آینده[۳۴]
- ذخیره خودکار[۳۵]
- باشگاه نویسندگان[۳۶]
- قالب‌های واکنش گرا[۱۹]
- صندوق پیام اختصاصی[۳۷]
- ارسال لینک‌های روزانه توسط بازدیدکنندگان[۳۸]

## مسابقات میهن‌بلاگ
در سال ۸۹ مسابقه‌ای با عنوان «یادداشتی به تیم مدیریت» توسط میهن‌بلاگ برگزار می‌گردد. در این مسابقه از کاربران شرکت‌کننده خواسته می‌شود که یک یا دو یادداشت خود در خصوص موضوع موردنظر را برای تیم داوری ارسال نمایند. تیم داوری نیز با بررسی محتواهای ارسالی در نهایت نیز به ۱۰ نفر برتر هرکدام یک ربع‌سکه بهار آزادی اهدا می‌نمایند. این مسابقات از تاریخ ۱۵ اردیبهشت ۸۹ تا پایان خرداد برگزار گردیده‌است.
از طرفی در همان سال میهن‌بلاگ با همراهی «مجتمع رسانه‌ای اطلس»، پایگاه خبری «وبلاگ نیوز» و هفته‌نامه «پنجره» مسابقه‌ای برای شناسایی چهره‌های برتر وبلاگستان فارسی برگزار می‌نماید. در این مسابقه کاربران مختلف با ورود به وب‌وبگاه مسابقه، ۵ چهره برتر وبلاگ‌نویسی را انتخاب نموده و در رأی‌گیری شرکت می‌کردند. این مسابقات در مرحله اول در سطح استانی و در مرحله دوم در سطح کشوری برگزار گردیده‌است.
در تابستان ۹۴ میهن‌بلاگ مسابقه دیگری با عنوان «منِ امروز، ۱۰ سال قبل» برگزار می‌نماید. در این مسابقه که از ۳ مرداد آغاز و تا ۳ شهریور ادامه خواهد داشت. کاربران بدون نیاز به عضویت در یکی از سرویس‌های وبلاگ‌نویسی می‌توانند یادداشت‌های خود را به تیم داوران ارسال نمایند. موضوع یادداشت‌ها بایست حول ایده «بازگشتن به ۱۰ سال قبل» نوشته شود. تیم داوران این مسابقه متشکل از سروش صحت (بازیگر)، اسدالله امرایی (مترجم و نویسنده) و لیلی رشیدی (بازیگر) است.
طبق اعلام تیم مدیریت میهن‌بلاگ، استقبال از مسابقه وبلاگ‌نویسی «منِ امروز، ۱۰ سال قبل» بسیار گسترده بوده و در ۱۰ روز ابتدایی مسابقه بیش از ۲۵۰۰ مطلب برای شرکت در مسابقه ارسال‌شده‌است.

## فیلترینگ
در ۱۱ دی ۸۵ فهرستی شامل ۵۹۷ وبلاگ از سوی کمیته فیلترینگ برای فیلتر شدن به مدیران میهن‌بلاگ ارسال می‌شود. طبق اعلام مدیران میهن‌بلاگ، میهن‌بلاگ تمام ۵۹۷ وبلاگ یادشده را فیلتر می‌نماید. بااین‌حال میهن‌بلاگ می‌کوشد تا مسئولیت فیلتر شدن وبلاگ‌ها را مستقیماً بر دوش سرویس‌دهندگان وبلاگ‌ها قرار دهد. چراکه تا قبل از آن مخابرات به‌صورت جداگانه وبلاگ‌ها را فیلتر می‌نموده و سپس فهرست وبلاگ‌های خاطی برای سرویس‌دهندگان ارسال می‌شده‌است. با پیگیری‌های میهن‌بلاگ قرار می‌شود که به وضعیت وبلاگ‌های خاطی توسط خود سرویس‌دهندگان رسیدگی شود و مسئولیت فیلتر نمودن وبلاگ‌ها بر عهده سرویس‌دهندگان آن‌ها باشد.
پس‌از این اتفاق، میهن‌بلاگی‌ها با انتشار پستی در وبلاگ خود، مواردی را که منجر به فیلتر شدن وبلاگ‌ها می‌شود را ذکر نموده و از کاربران درخواست می‌نمایند تا در خصوص موارد یادشده اقدام به تولید و انتشار محتوا نکنند. موارد آورده شده از قرار زیر است:
1. کلیه وبلاگ‌ها با موضوع ماهواره که حاوی مطالب خلاف قانون باشند.
2. کلیه وبلاگ‌هایی که اقدام به انتشار موسیقی و آهنگ‌های غیرمجاز می‌نمایند.
3. کلیه وبلاگ‌هایی که به انتشار تصاویرخصوصی افراد به ویژه دختران ایرانی مبادرت می‌نمایند.
4. کلیه وبلاگ‌هایی که در آن‌ها وبگاه‌های فیلترشکن معرفی می‌گردد یا اقدام به فروش اکانت‌های وی‌پی‌ان می‌نمایند.
5. کلیه وبلاگ‌ها از طریق واژه‌های غیرقانونی و غیراخلاقی به آن‌ها لینک داده می‌شود.
6. کلیه وبلاگ‌های که اقدام به انتشار تصاویری می‌نمایند که خلاف قوانین ایران است.[۴۸]

در ۳۰ خرداد۸۸ سرویس میهن‌بلاگ توسط کمیته فیلترینگ مسدود می‌شود. فیلتر شدن میهن‌بلاگ به دنبال موج سوم مسدود شدن وبگاه‌ها و وبلاگ‌ها از سوی کمیته فیلترینگ صورت می‌گیرد.
در پی مسدود شدن میهن‌بلاگ و از دسترس خارج شدن وبلاگ‌های این سرویس، مدیریت این سرویس‌دهنده دلایل این اختلال در سرویس را «یک مشکل فنی در ارتباط بانک اطلاعاتی میهن‌بلاگ» عنوان نموده و اخبار مربوط به فیلتر شدن این سرویس را تکذیب می‌نماید.
در ۱۳ تیر ۸۸ دو سرویس میهن‌بلاگ و کلوب پس از حدود دو هفته مسدود بودن رفع فیلتر می‌شوند.
در ۱۷ تیر ۸۸ میهن‌بلاگ و جوان بلاگ اطلاعیه‌ای مشترک منتشر می‌نمایند. در این اطلاعیه، این دو سرویس‌دهنده به‌صورت رسمی اعلام می‌دارند که «اطلاعات IP کاربرانشان را تسلیم مقامات قضایی خواهند کرد.»
در اطلاعیه مذکور آمده‌است که ارائه اطلاعات کاربران به مقامات قضایی بر اساس ماده ۳۲ و ۳۳ قانون جرائم رایانه‌ای صورت می‌پذیرد.
در ۱۳ آذر ۸۹، محمدجواد شکوری مقدم (مدیر میهن‌بلاگ و شرکت فناوران ایده پرداز صبا (صبا ایده)) به همراه علیرضا شیرازی (مدیر بلاگفا و پارسیک) و مسعود چنگیزی (مدیر بلاگ اسکای و پیکوفایل) در نامه‌ای سرگشاده به کمیته فیلترینگ نسبت به عملکرد این سازمان انتقاد نموده و نکاتی را یادآور می‌شوند. انتقادات آمده در نامه مذکور از قرار زیر است:
1. موج فیلترینگ، سونامی مسدود سازی!
2. پیگیری فیلترینگ، روشی ناکارآمد.
3. عملکرد این چنینی به نفع سرویس‌های وبلاگ خارجی است.
4. فیلترینگ وبلاگ راه حلی نامناسب و غیر ضروری.
5. صفحه فیلترینگ حمایت یا دخالت در رقابت.
6. ورود کارگروه در حوزه مدیریت و سیاستگذاری سرویس‌های وبلاگ

در ادامه این نامه پیشنهادهایی به کمیته فیلترینگ ارائه‌شده‌است.
1. بهره‌گیری از نظرات کارشناسان و تجربه مدیران فعال در فضای مجازی به ویژه سرویس دهندگان وبلاگ فارسی در تدوین آئین‌نامه‌های لازم و بخصوص چگونگی اجرای قوانین مرتبط.
2. حذف دقیق مطلب یا پست مجرمانه راساً، یا از طریق اعلام به کاربران توسط سرویس دهندگان وبلاگ فارسی به جای فیلتر یا مسدودسازی کامل یک وبلاگ. در روند فعلی یک وبلاگ با چند سال سابقه و صدها پست صرفاً به دلیل یک پست یا مطلب نامناسب به‌طور کلی مسدود و از دسترس خارج می‌شود.
3. شیوه و راهکاری ساده‌تر برای رفع فیلترینگ و اطلاع وبلاگ‌نویس از دلیل مسدودسازی وبلاگ بخصوص در وبلاگ‌های زیر مجموعه سرویس‌های وبلاگ ایرانی در نظر گرفته شود.
4. ارائه تسهیلاتی از قبیل بسنده کردن به حذف مطلب و ارسال اخطار به بلاگر خاطی در سرویس دهندگان داخلی و فیلتر نمودن در سرویس دهندگان خارجی تا کاربران را به حضور در سرویس‌های میزبان داخلی ترغیب نماییم.
5. عدم نمایش صفحه فیلترینگ در مورد وبلاگ‌های زیرمجموعه سرویس‌های وبلاگ ایرانی چرا که امکان حذف محتوای مجرمانه به سرعت و به شکل بهتر و اصولی تری توسط این سرویس دهندگان امکان‌پذیر است.
6. تجدید نظر در صفحه فیلترینگ و عدم نمایش گزینشی وبگاه‌ها که تأثیر منفی در رقابت سالم و اصولی بین وبگاه‌ها ی ایرانی دارد.[۵۴]

## تأثیر اجتماعی
میهن‌بلاگ در هفته محیط‌زیست با پیوستن به کمپین جهانی «۷ میلیارد رؤیا، یک سیاره» وبلاگ نویسان را دعوت به انتشار پست‌هایی در خصوص محیط‌زیست می‌نماید. برای این کمپین میهن‌بلاگ ۵ موضوع را به وبلاگ نویسان پیشنهاد می‌کند تا در خصوص آن‌ها اقدام به تولید و انتشار محتوا کنند. موضوعات اعلام‌شده توسط میهن‌بلاگ از قرار زیر است:
1. رؤیای شما برای آینده زمین
2. معرفی و حمایت از تیم‌ها و ایده‌هایی که به حفظ محیط‌زیست کمک می‌نمایند
3. انتشار گزارش و مستند در خصوص اثرات گرمایش زمین و نابودی محیط‌زیست بر منطقه‌ای که در آن زندگی می‌کنید
4. انتشار گزارش و مستند در خصوص گونه‌های جانوری و گیاهی که به دلیلی شرایط بد زیست‌محیطی از بین رفته یا در خطر نابودی قرار دارند
5. ارائه پیشنهاد در خصوص راه‌های حفظ و بهبود محیط‌زیست و سبزتر شدن کره خاکی[۵۵]

## وضعیت در بازار ایران
میهن‌بلاگ در حال حاضر در رتبه ۸ ایران قرار دارد و در فهرست وبگاه‌های بین‌المللی نیز در رتبه ۷۹۸ قرارگرفته‌است. در کشورهای همسایه ایران نیز میهن‌بلاگ رتبه مناسبی دارد. در فهرست وبگاه‌های محبوب کشور افغانستان میهن‌بلاگ در رتبه ۳۵ قرار دارد.
در میان سرویس‌دهندگان وبلاگ ایرانی نیز میهن‌بلاگ پس از بلاگفا در رتبه دوم قرار دارد.
پس‌ازآنکه سرویس وبلاگ‌نویسی بلاگفا برای بیش از ۳۰ روز از دسترس خارج شد، بسیاری از کاربران این سرویس تصمیم به انتقال وبلاگشان به سایر سرویس‌دهنده‌ها گرفتند. در این میان مقصد اصلی قالب وبلاگ‌ها سرویس میهن‌بلاگ بوده‌است.

## وضعیت فعلی میهن‌بلاگ
بر اساس اعلام وبلاگ مدیران میهن‌بلاگ، این سرویس در سال ۹۳ میزبان بیش از ۱۵۵ هزار وبلاگ جدید بوده‌است. در میان وبلاگ نویسان این سرویس نیز ۲۷۶۰ وبلاگ به جمع وبلاگ‌های عضو باشگاه نویسندگان میهن‌بلاگ پیوسته‌اند.

## تبلیغات در میهن‌بلاگ
سرویس میهن‌بلاگ جزو سرویس‌های زیرمجموعه شرکت فناوران ایده پرداز صبا (صبا ایده) است. در نتیجه امتیاز تبلیغات در میهن‌بلاگ متعلق به صباویژن بوده و این آژانس تبلیغاتی امور تبلیغات در این سرویس را بر عهده دارد. در صفحه «قوانین تبلیغات» سرویس میهن‌بلاگ قوانین این سرویس آورده شده‌است:
- از پذیرش آگهی وبگاههای حاوی تصاویر و مطالب غیراخلاقی و همچنین مغایر با قوانین جمهوری اسلامی ایران معذور هستیم.
- در صورت تغییر در ماهیت وبگاه آگهی دهنده در زمان نمایش آگهی در وبگاه، بدون هماهنگی یا هر موردی که به نحوی سوء استفاده از تبلیغات در میهن بلاگ باشد نمایش آگهی بلافاصله و بدون اخطار قطع خواهد شد و وبگاه میهن‌بلاگ هیچ مسئولیتی در قبال عودت وجه ندارد.
- قبل از انجام تبلیغ آدرس وبگاه یا محصولی را که مایل به تبلیغ آن هستید در اختیار ما قرار دهید تا آن را از جهت تطابق با قوانین وبگاه مورد بررسی قرار دهیم.
- مسئولیت شعارها، مطالب و تصاویر استفاده شده در آگهی بر عهده سفارش دهنده می‌باشد و تصاویر یا محتوای آگهی می‌بایست مطابق قوانین جمهوری اسلامی ایران باشد.
- در صورتی‌که دستور قضایی یا اخطاری توسط نهادهای قضایی یا نظارتی نسبت به حذف یک آگهی به مسئولین وبگاه ابلاغ شود، آگهی فوق از وبگاه حذف شده و مسئولیت خسارت یا موارد حقوقی آن بر عهده آگهی دهنده خواهد بود.[۶۱]

## تعطیلی
مهین بلاگ با انتشار بیانیه‌ای در ۱۵ آذر ۱۳۹۹ خبر از تعطیلی خود داد و علت تعطیلی را «دشواری نظارت بر محتوا و نظرات وبگاه، قدیمی شدن نرم‌افزار وبگاه و عدم وجود توجیه کافی برای سرمایه گزاری مجدد جهت خرید سرورهای تازه و تولید نرم‌افزار جدید» اعلام کرد. در ۳۰ آذر ۱۳۹۹ سرورهای آن برای همیشه خاموش شدند.